# Girnar

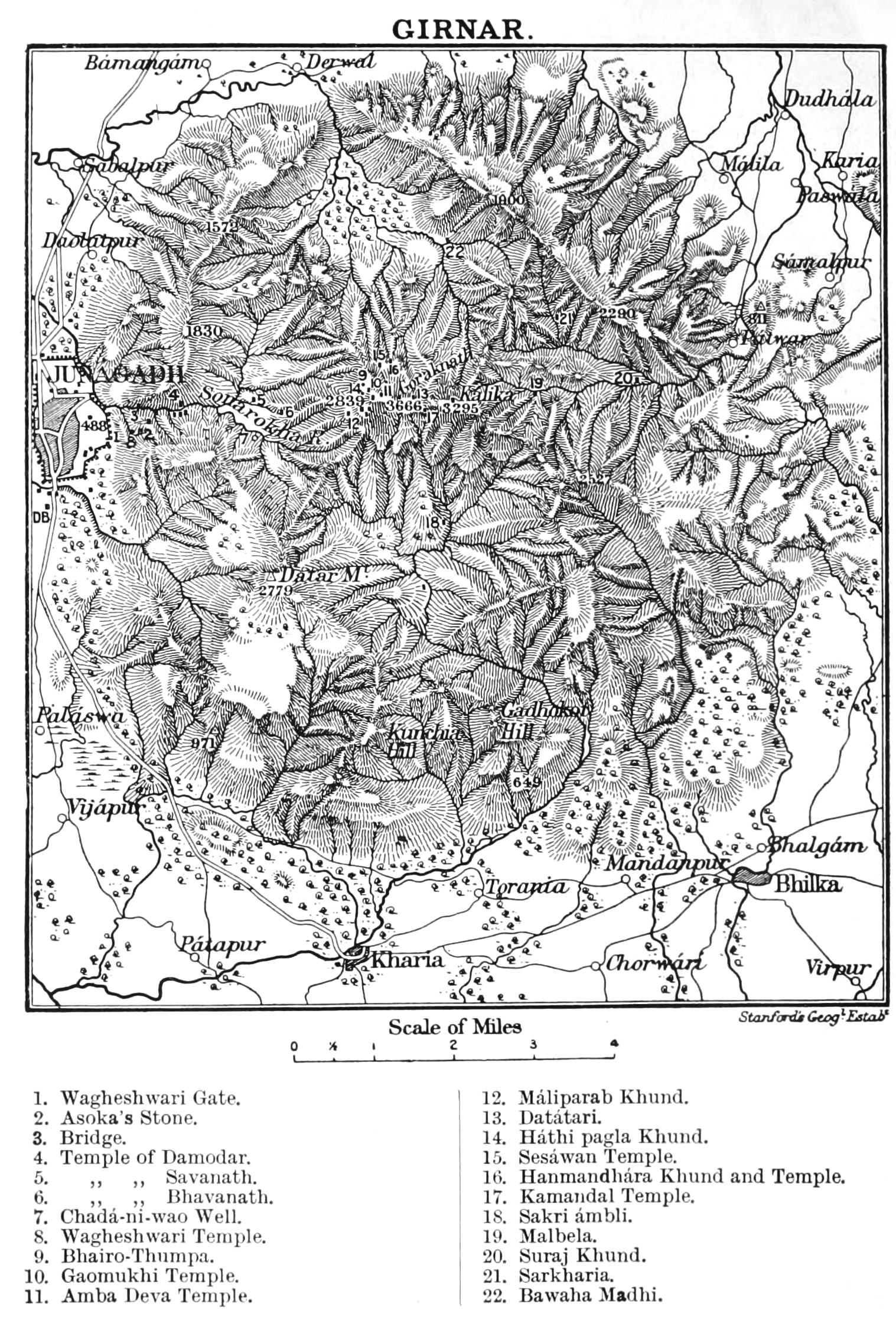
Karte des Girnar-Gebirges (um 1910)

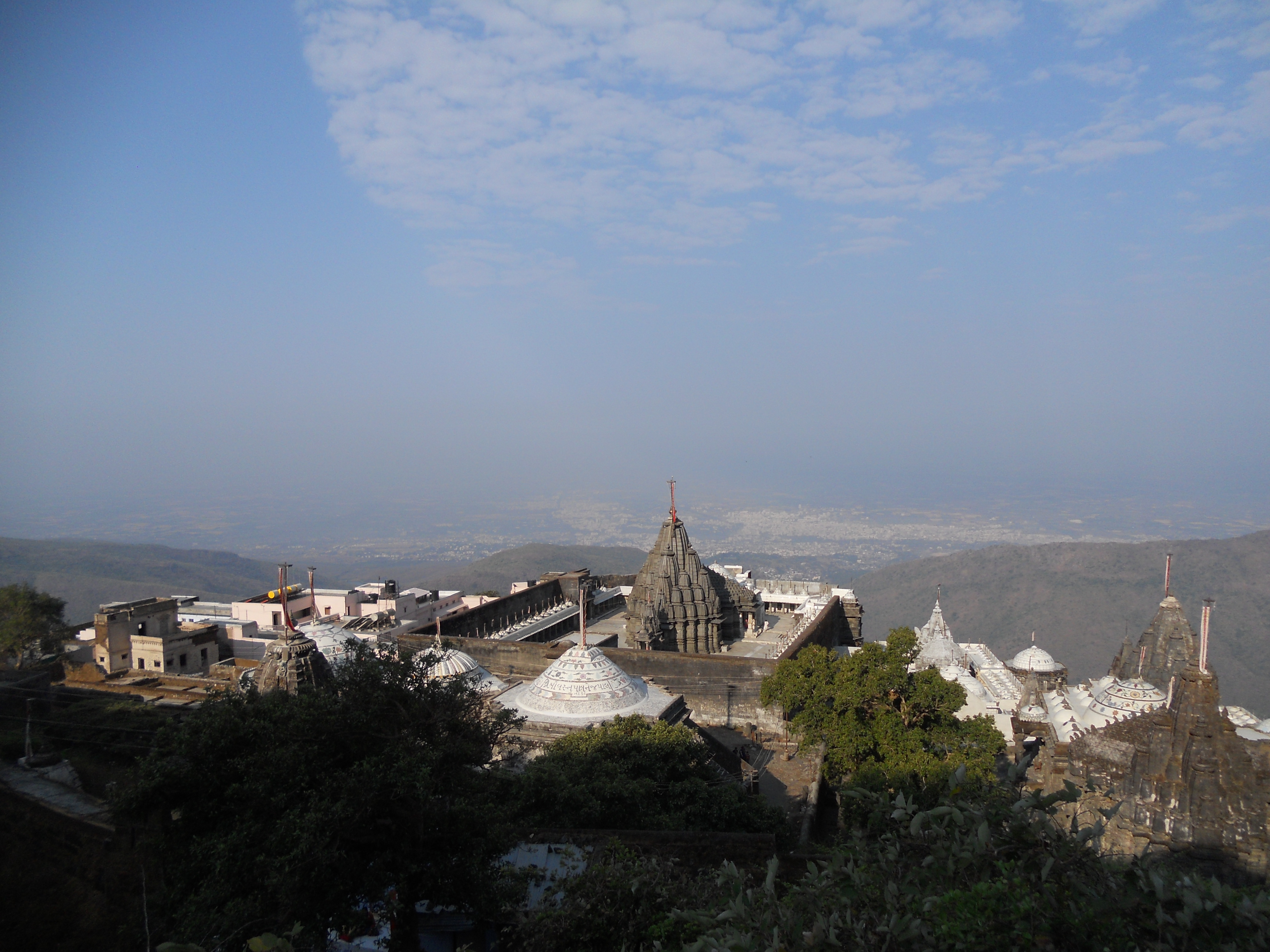
Jain-Tempel und Blick auf Junagadh

Girnar (Gujarati ગિરનાર) ist ein ca. 120 km² umfassender Bergstock vulkanischen Ursprungs mit einer Maximalhöhe von ca. 1117 m im Süden des indischen Bundesstaats Gujarat. Weit vor den etwa 150 km östlich gelegenen, nur etwa 580 m hohen Shatrunjaya-Hills bei der Stadt Palitana ist der Mount Girnar die höchste Erhebung Gujarats. Die einzelnen Gipfel des Bergstocks tragen Götternamen wie Ambaji, Gorakhnath, Oghadnath, Dattatreya, Gabbar, Anasuya und Kalika.

## Lage und Aufstieg
Der höchste Gipfel des Bergstocks (Gorakhnath) befindet sich ca. 10 km (Luftlinie) östlich der nur ca. 110 m hoch gelegenen Großstadt Junagadh und ist von dort zur Hälfte mit Rikschas zu erreichen. Der eigentliche Aufstieg über tausende von Treppenstufen sollte in den frühen Morgenstunden (ca. 4:00 Uhr) beginnen; er ist nur zu Fuß oder mit Hilfe von Lastenträgern möglich und nimmt mindestens 3,5 Stunden in Anspruch. Mit Zwischenstopps, Besichtigungen und Rückweg ist man am Nachmittag wieder zurück.

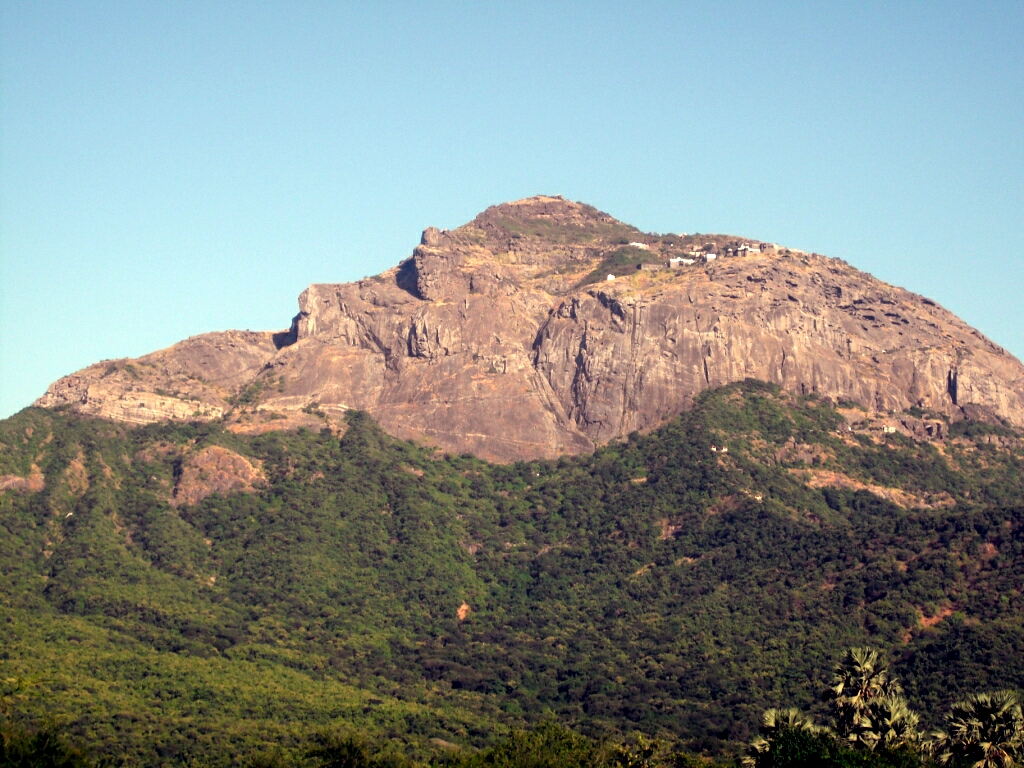
Mount Girnar
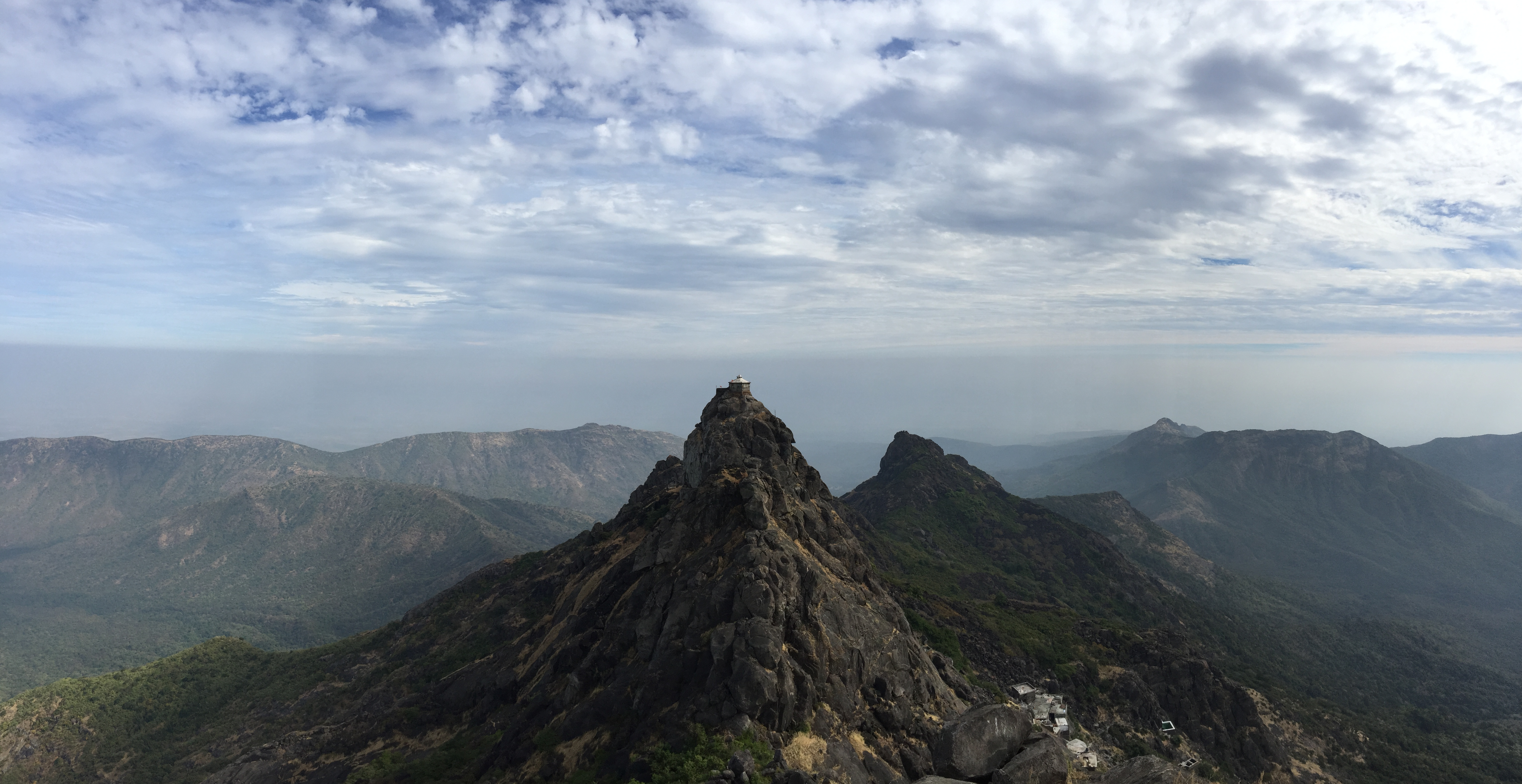
Dattatreya-Tempel
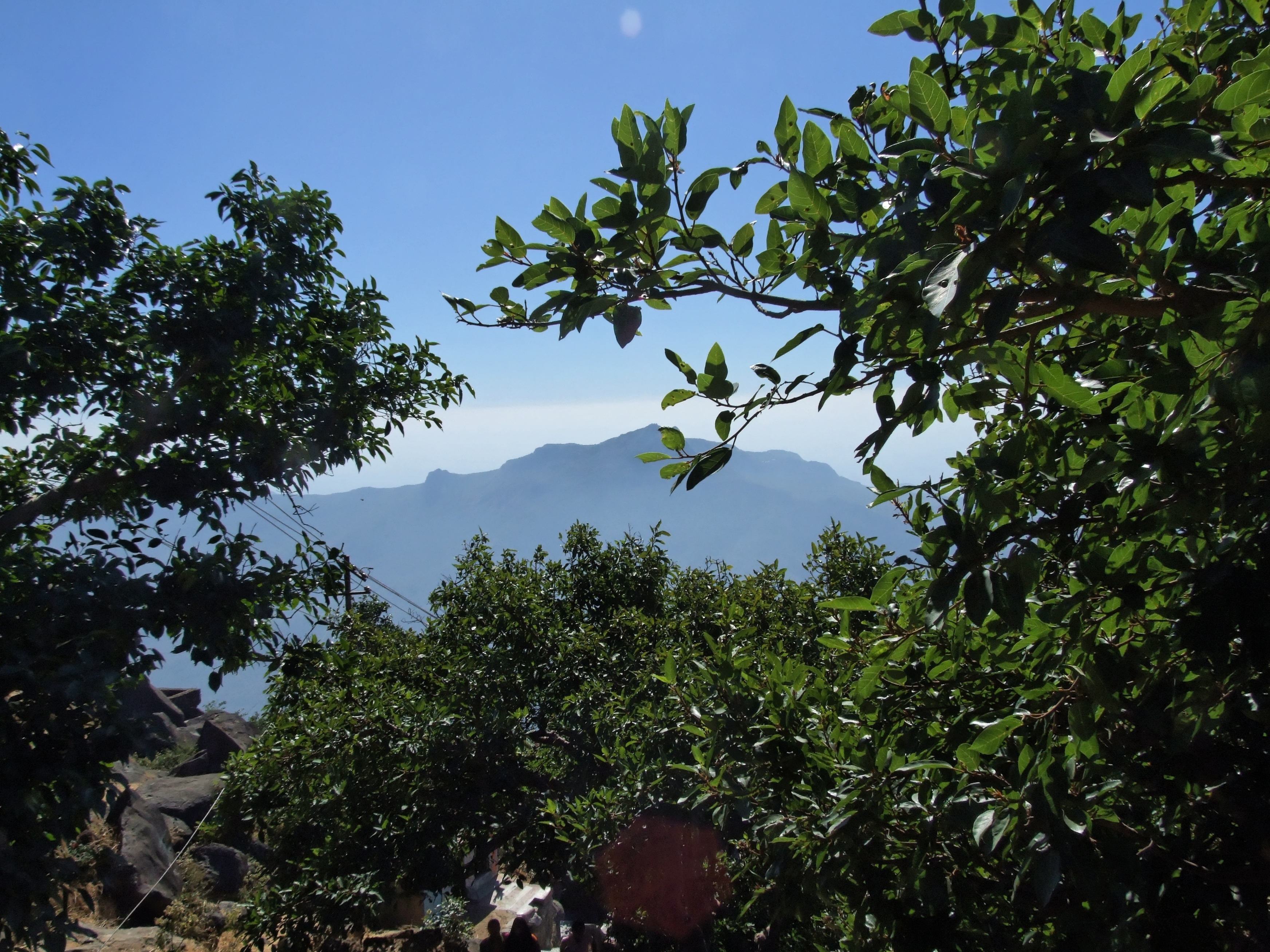
Bäume am Weg zum Gipfel
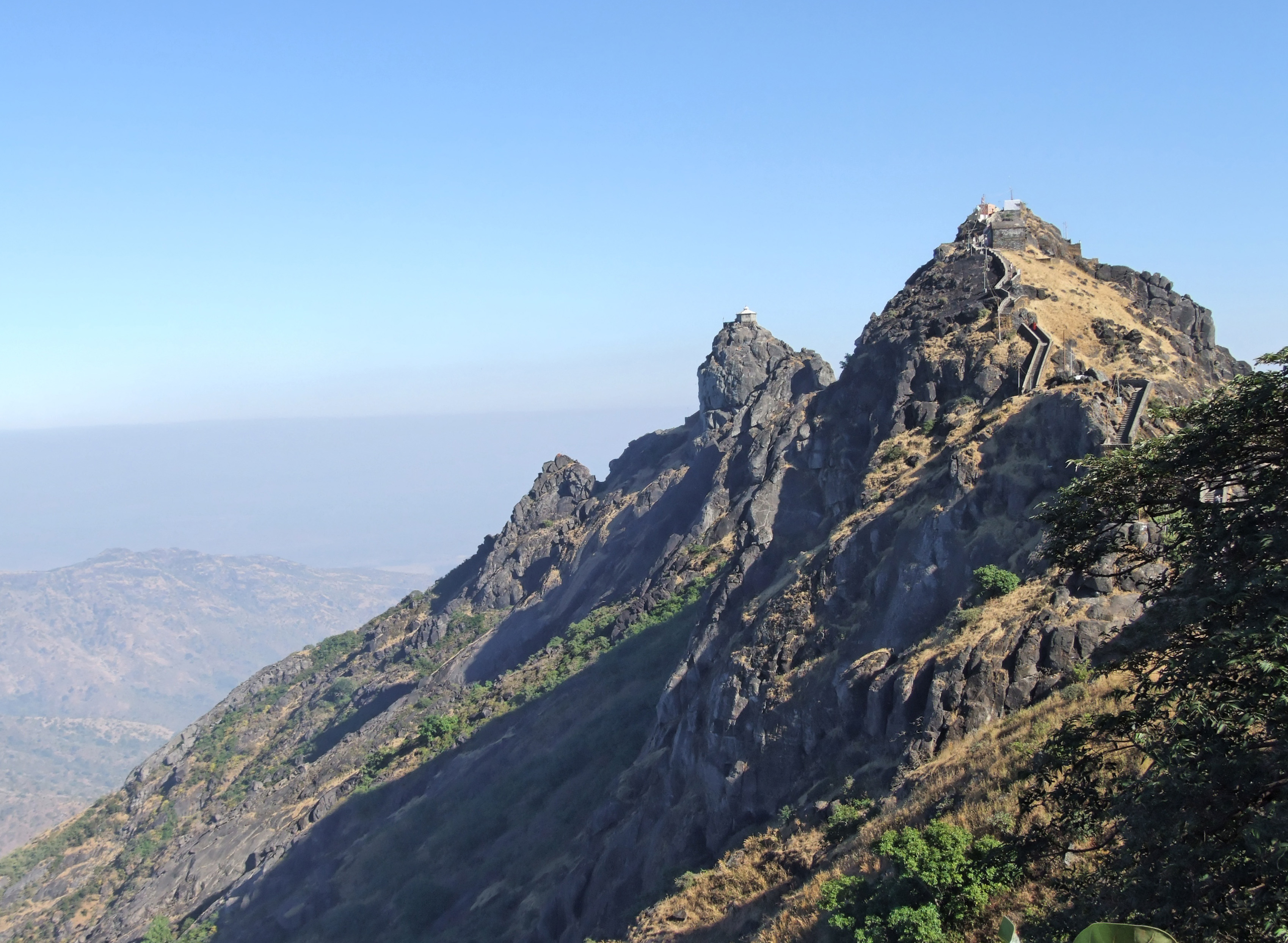
3 Gipfel des Mount Girnar

## Religiöse Bedeutung
Bereits in vedischer Zeit dürfte der markante Bergstock den Menschen heilig gewesen sein. Kaiser Ashoka (reg. 268–232 v. Chr.) ließ in seinen Ausläufern eines seiner Edikte in einen Granitblock meißeln. Angehörige der Religionsgemeinschaft der Jains haben schon vor Jahrhunderten nahe beim Gipfel des Berges mehrere Tempel zu Ehren von Neminatha und anderer Tirthankaras errichtet. Aber auch für die lokale und regionale Hindu-Bevölkerung ist der Berg von großer Bedeutung, da er beim alljährlich stattfindenden Fest des Shivaratri von tausenden Pilgern besucht wird; außerdem ist der synkretistischen Gottheit Dattatreya auf einer der Bergspitzen ein Tempel geweiht. Aber auch an anderen Tagen außerhalb der Regenzeit nehmen mehrere hundert Menschen die Mühen der Besteigung oder der ca. 40 km langen rituellen Umschreitung (parikrama) auf sich.

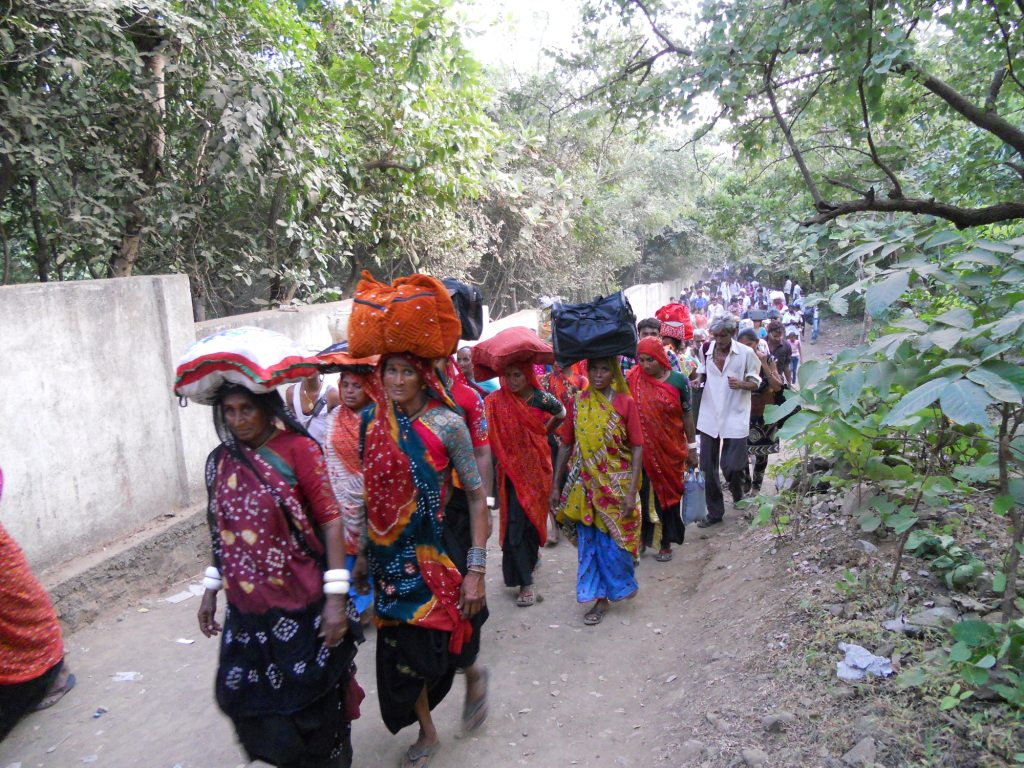
Hindu-Pilger
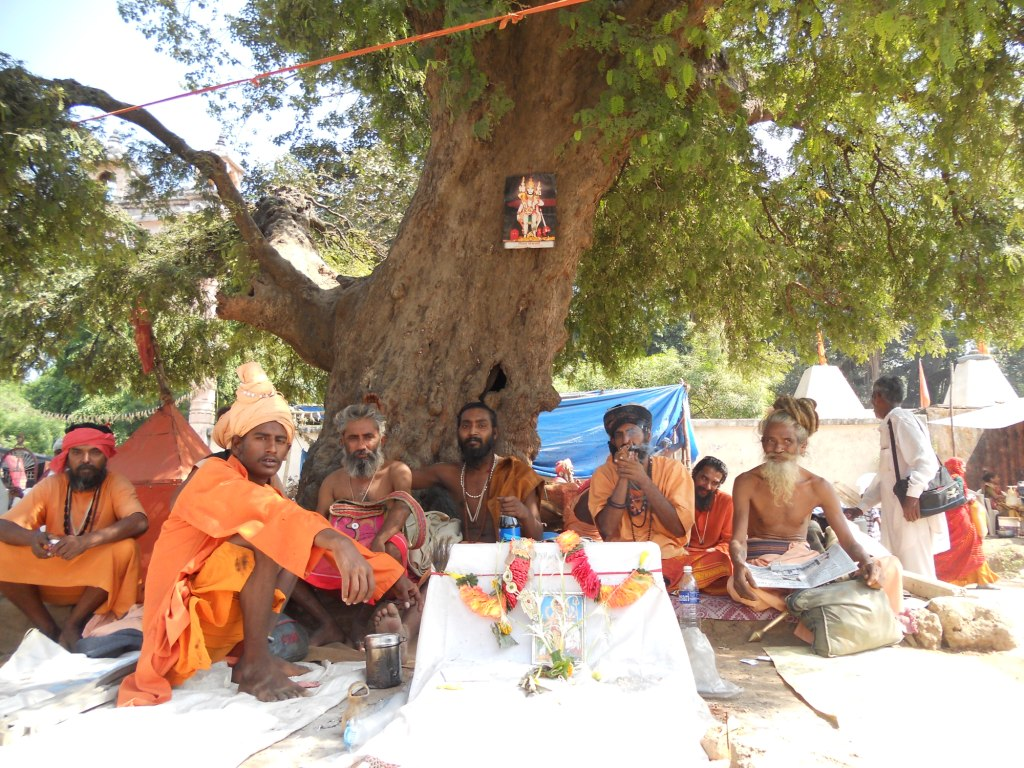
Sadhus
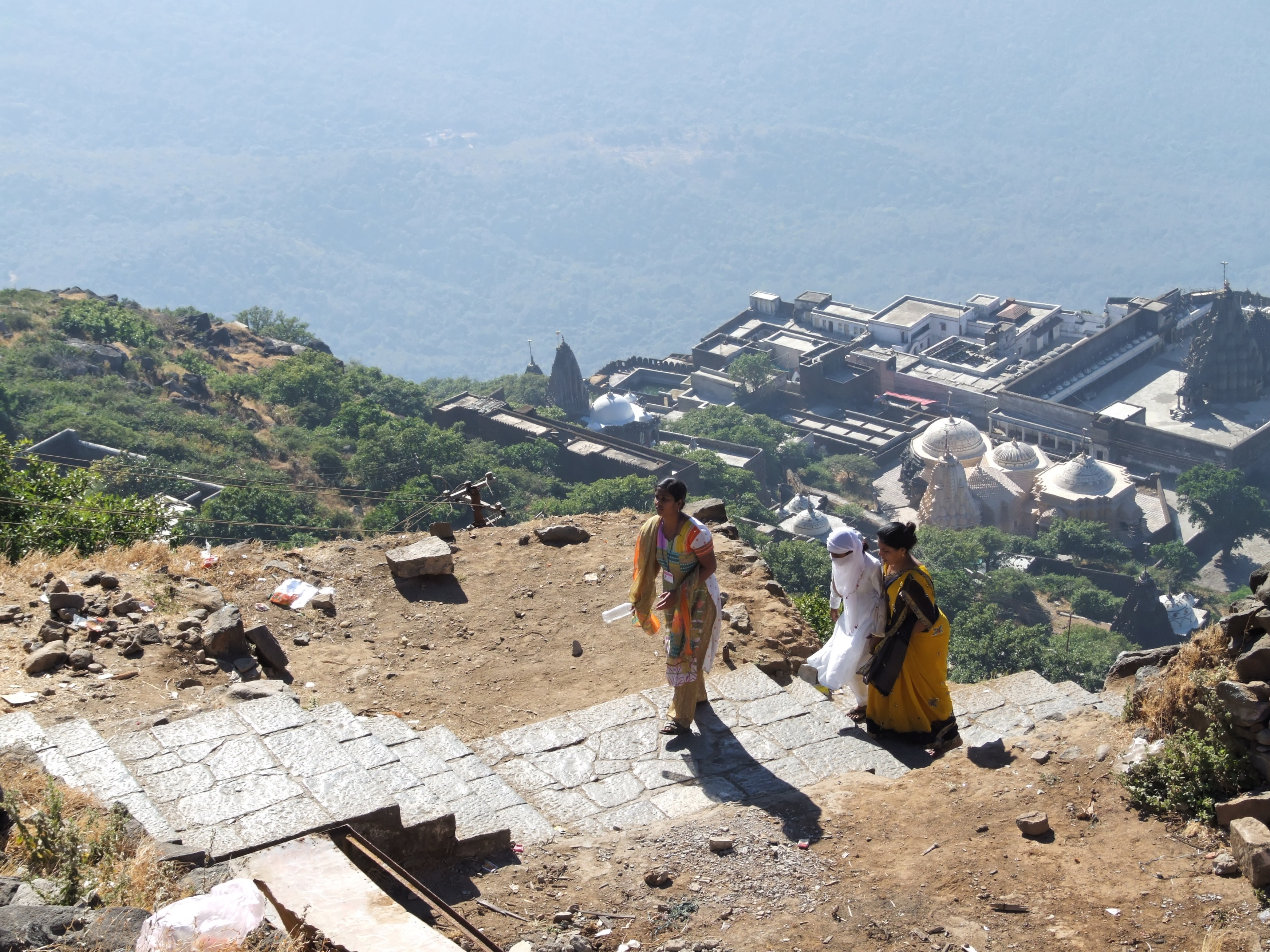
Jain-Tempel
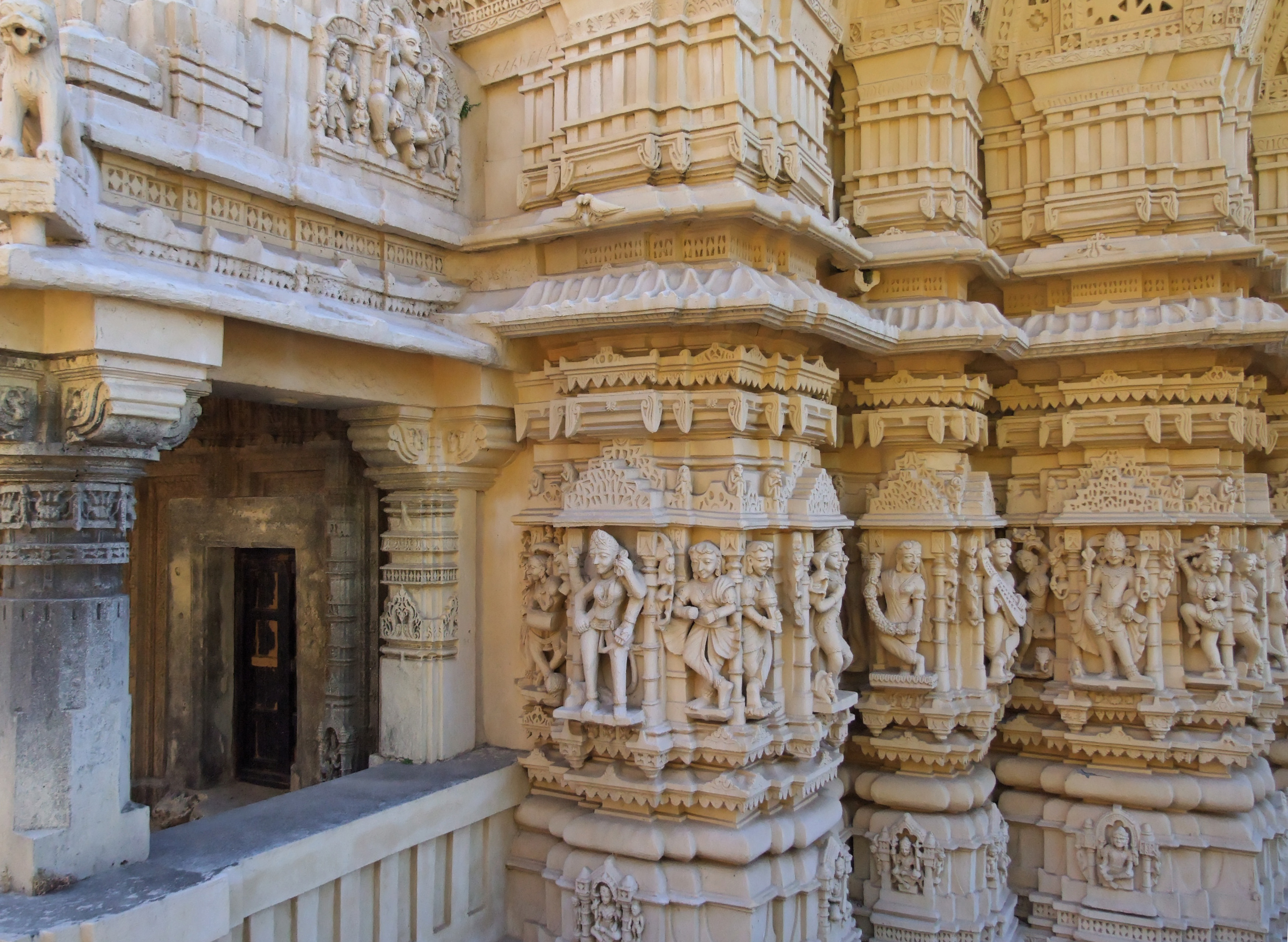
Jain-Tempel (Detail)

## Naturschutz
Die Flanken des Berges sind bewaldet. Selten gewordene Vögel, darunter auch einige der letzten Indiengeier, leben und nisten hier. Einige Rhesusaffen suchen eher die Nähe des Menschen, können aber ausgesprochen lästig werden. Ein seit 1996 geplantes Seilbahnprojekt wird von Naturschützern und Jains gleichermaßen abgelehnt, doch hat das Ministerium für Umwelt dem Projekt inzwischen zugestimmt.